# Pyrenula
Pyrenula Ach. (otocznica) – rodzaj grzybów z rodziny Pyrenulaceae. Ze względu na współżycie z glonami zaliczany jest do grupy porostów.

## Systematyka i nazewnictwo
Pozycja w klasyfikacji według Index Fungorum: Pyrenulaceae, Pyrenulales, Incertae sedis, Eurotiomycetes, Pezizomycotina, Ascomycota, Fungi.
Synonimy nazwy naukowej: Anthracothecomyces Cif. & Tomas., 
Melanothecopsis C.W. Dodge, 
Pleurothelium Müll. Arg., 
Pyrenastrum Eschw., 
Pyrenulomyces E.A. Thomas ex Cif. & Tomas.
Nazwa polska według W. Fałtynowicza.

## Gatunki występujące w Polsce
- Pyrenula coryli A. Massal. 1852 – otocznica leszczynowa
- Pyrenula laevigata (Pers.) Arnold 1885 – otocznica gładka
- Pyrenula nitida (Weigel) Ach. 1814 – otocznica lśniąca
- Pyrenula nitidella (Flörke ex Schaer.) Müll. Arg. 1885 – otocznica drobna

Nazwy naukowe na podstawie Index Fungorum. Nazwy polskie według W. Fałtynowicza.